# Arrondissement Guingamp
Arrondissement Guingamp je francouzský arrondissement ležící v departementu Côtes-d'Armor v regionu Bretaň. Člení se dále na 12 kantonů a 90 obcí.

## Kantony
- Bégard
- Belle-Isle-en-Terre
- Bourbriac
- Callac
- Gouarec
- Guingamp
- Maël-Carhaix
- Mûr-de-Bretagne
- Plouagat
- Pontrieux
- Rostrenen
- Saint-Nicolas-du-Pélem